# 瓦尔米耶拉市镇
瓦尔米耶拉市镇是拉脫維亞的市镇，位於該國北部，行政中心为瓦爾米耶拉。市镇面積为2,948平方公里，人口数量为51,370人（2021年）。

## 历史

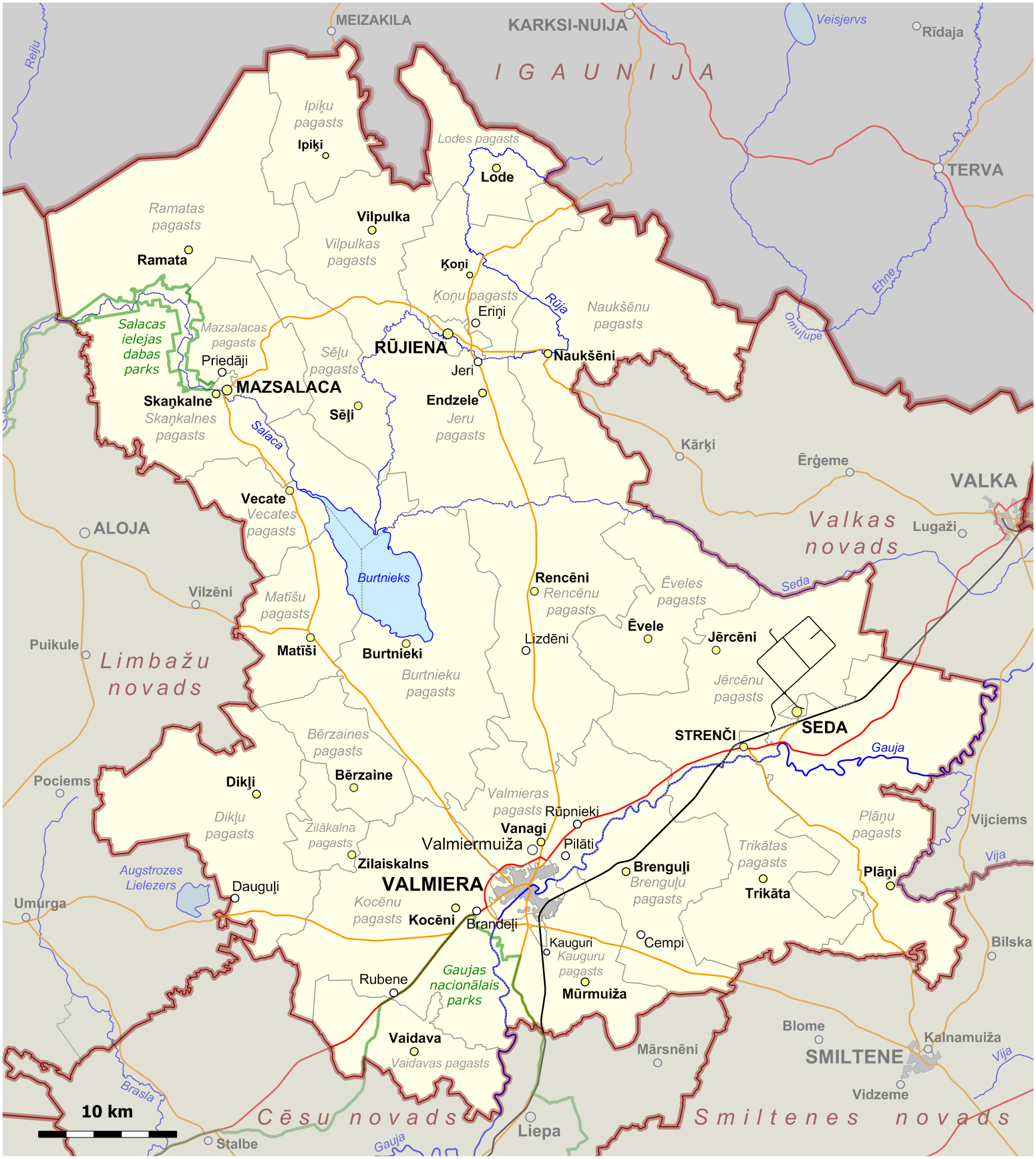
瓦尔米耶拉市镇地图

2020年，拉脱维亚议会批准了把市镇层次行政单位的数量从119个降到42个的决议。由此，瓦爾米耶拉市、貝韋里納市鎮、布爾特涅基市鎮、科采尼市镇、馬茲薩拉察市鎮、瑙克謝尼市鎮、魯伊耶納市鎮和斯特倫奇市鎮合并为新的瓦尔米耶拉市镇。除了斯特倫奇市鎮之外，其它城市或市镇为2009年之前的瓦尔米耶拉区的辖区范围。2021年6月5日举行了市镇议会的选举，包括瓦尔米耶拉市镇在内的所有新的市镇从2021年7月1日正式运作。